# House (musikstil)
House är en genre inom populärmusiken, en form av elektronisk dansmusik, som ofta har en stadig 4/4-takt och är besläktad med disco. Musiken i genren skapas elektroniskt med trummaskin och sampling med återupprepningar. Genren har ett antal undergenrer.

## Historia om house
House uppstod under den första halvan av 1980-talet i Chicago när DJ:s och musiker skapade en dansmusik med grunden i soul och disco, men med influenser från europeisk elektronisk musik. 
Viktiga namn i den tidiga historien om house är Frankie Knuckles, Ron Hardy och Marshall Jefferson. Namnet house sägs komma från den första stora klubb som spelade house, The Warehouse.
1982 skapade synthesizertillverkaren Roland den analoga bass-synthen TB-303, vilket kom att leda till utvecklingen av Acid House 1987.  
House var en utveckling av soul och rhythm and blues som spelades på klubbar anordnade av Frankie Knuckles, där The Warehouse och The Music Box är de mest kända. Frankie Knuckles, Steve "Silk" Hurley, Farley Jackmaster Funk började mot mitten av åttiotalet göra sin egen musik. 
Liksom techno blev house större i Europa än i USA. Steve "Silk" Hurley gav 1985 ut låten Jack Your Body, vilken blev etta på Storbritanniens lista. Jack Your Body blev därmed ett första genombrott för House i Europa. I USA var dock hiphopen den viktigaste svarta musikkulturen och i Hurleys hemstad Chicago var house en mindre rörelse som kretsade kring en liten grupp svarta DJ:s.

## Kännetecken
House kännetecknas lättast genom att jämföra den med disco, då man kan säga att house är en modern eller utvecklad variant av denna genre. House har dock alltid elektroniska trummor, men instrumentuppbyggnaden för övrigt är näst intill identisk. Jämfört med disco är house klart mer repetitiv – ofta består låten av några få repeterande ackord. Vanligt förekommande är också att musiken använder sig av en repeterande sång- eller bakgrundsslinga. 

## Undergenrer
- Acid house
- Afro house
- Ambient house
- Big-room house
- Chill house
- Deep house
- Dirty house
- Dutch house
- Electro house
- Fidget house
- French house
- Funky house
- Garage
- Ghetto house
- Hard house
- Hip house
- Jazz house
- Latin house
- Outsider house
- Progressive house
- Pumping house
- Soulful house
- Tech house
- Tribal house
- Tropical house
- Uplifting house
- Vocal house
- Witch house

## Artister inom house
Exempel på klassiska houseakter, varav många fortfarande aktiva samt med i utvecklingen av housemusiken, är:
- Masters At Work
- Marshall Jefferson
- Ron Hardy
- Steve "Silk" Hurley

Exempel på grupper, producenter, låtskrivare eller DJ:s som gör dagens moderna housemusik är:
- Addys Mercedes (Latin House)
- Alesso
- Avicii
- Axwell
- Steve Angello
- Benny Benassi
- Daft Punk
- Gigi D'Agostino
- John Dahlbäck
- Deadmau5
- Martin Garrix
- David Guetta
- Calvin Harris
- Armand Van Helden
- Sebastian Ingrosso
- Eric Prydz
- Swedish House Mafia
- Tiësto